# Tour du télégraphe Chappe de Marcy
Pour les articles homonymes, voir Télégraphe (homonymie).
La Tour du télégraphe Chappe de Marcy est une station de télégraphe optique située à Marcy (jadis Marcy-sur-Anse) ; entrée en service en 1799, elle faisait partie de la ligne télégraphique qui reliait Paris à Toulon, via Lyon.

## Histoire
Son exploitation commencée en 1799 dura jusqu'en 1852, époque de la mise en service du télégraphe électrique entre la capitale et Lyon, parallèlement au chemin de fer.
La tour est la 55e station depuis Paris, située entre celles de Theizé à 8,3 kilomètres et celle de Dardilly à 9 kilomètres, avec lesquelles elle correspondait.
Parmi les six relais implantés dans le Beaujolais, il est le seul dont le matériel a été restauré à l'identique. Remis en état entre 1981 à 1984, il est inscrit à l'inventaire supplémentaire des Monuments historiques depuis 1982. C'est l'une des cinq dernières tours à être encore visible en France.

## Description
La tour est un bâtiment carré de 4 mètres de côté et de 7 mètres de hauteur.
Le mécanisme est composé d'un mât d'une hauteur de 7,8 m, d'un bras principal de 4,5 m et de deux ailes de 2 m.

## Accès et visite
La tour est implantée sur les hauteurs du village de Marcy, route de Montezain, à deux pas du cimetière.